# Lower Sioux Indian Reservation

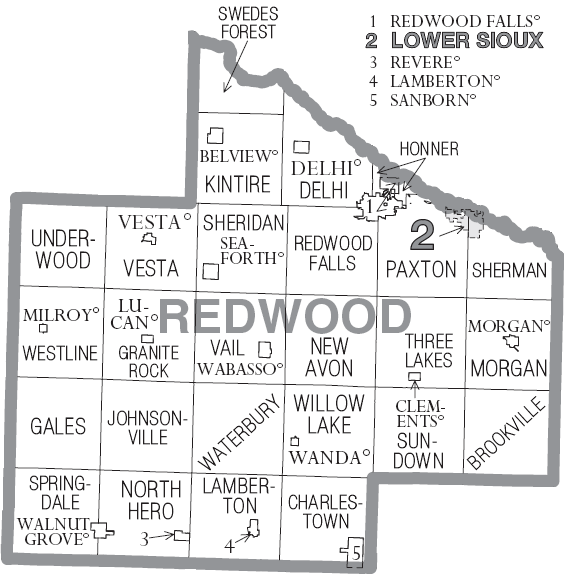
Lage des Reservats in Redwood County

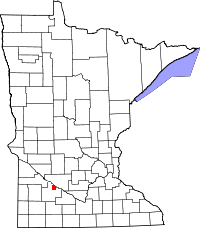
Lage des Reservats in Minnesota

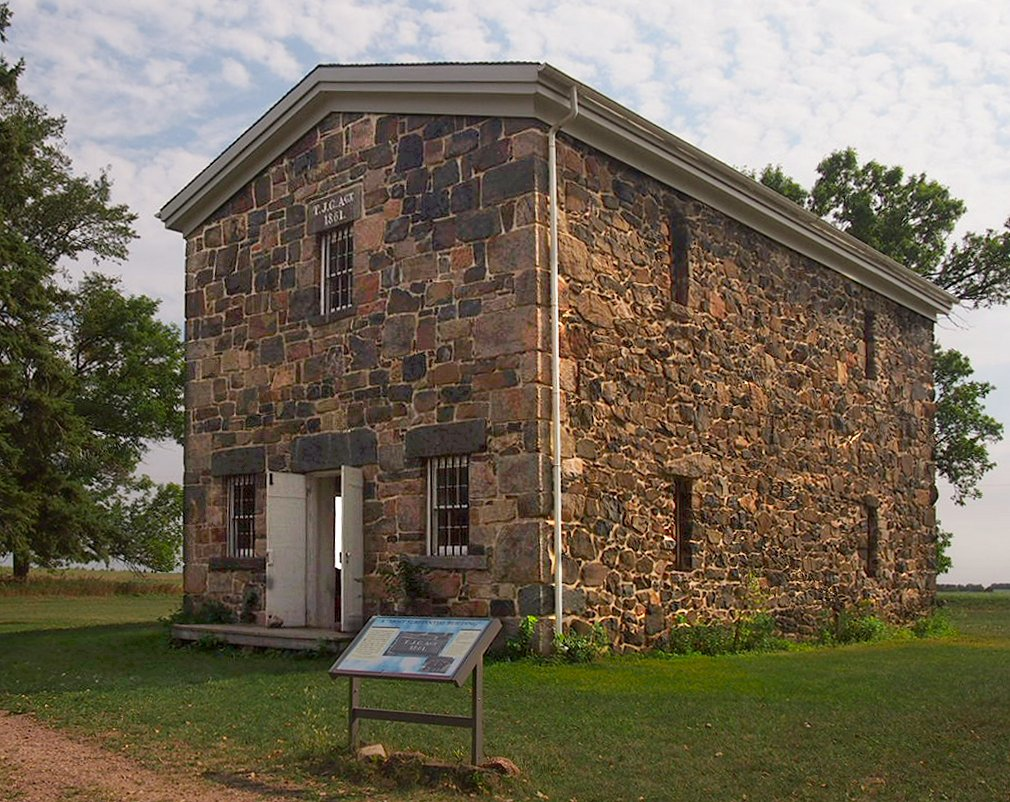
Historisches Lagerhaus der Lower Sioux Agency

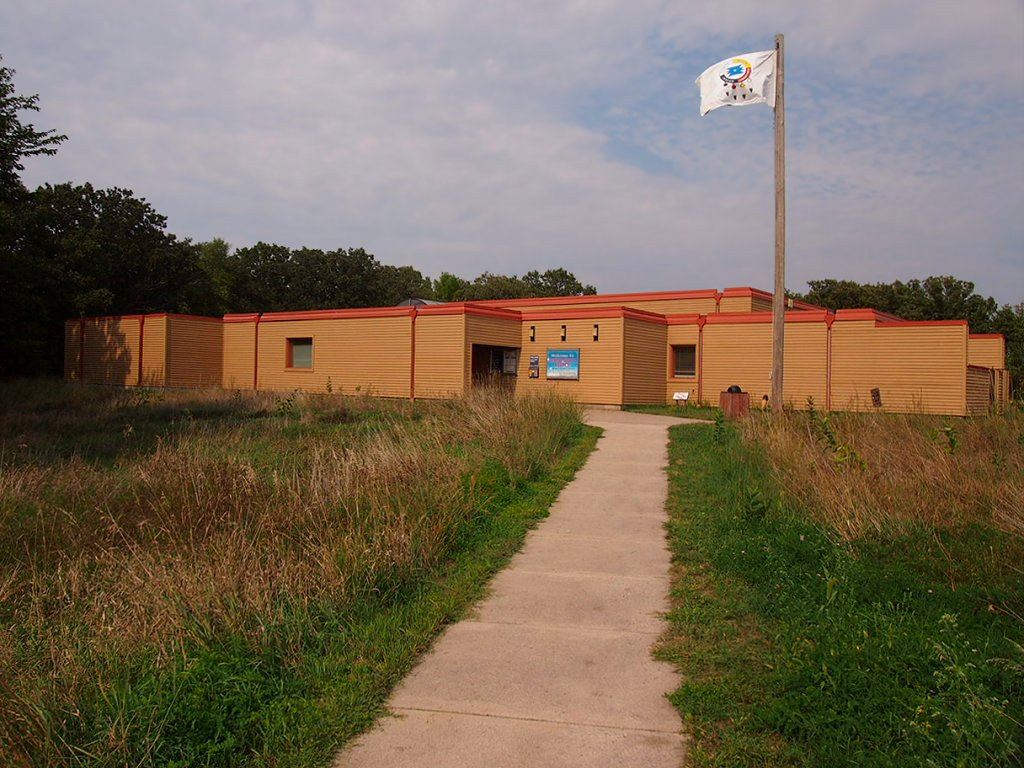
Informationszentrum der Lower Sioux Agency

Lower Sioux Indian Reservation ist ein Indianerreservat im US-Bundesstaat Minnesota. Es ist auch als Mdewakanton Tribal Reservation bekannt und liegt am südlichen Ufer des Minnesota River im Redwood County. Die Reservats-Verwaltung befindet sich im zwei Kilometer entfernten Morton. Das Reservat entstand 1851 durch die Unterzeichnung des   Vertrags von Mendota. Nach einer Volkszählung von 2000 hatte das Reservat eine Bevölkerung von 335 ständigen Einwohnern auf einer Fläche von 7 km². Das Reservat wird von Mdewakanton-Sioux-Indianern bewohnt.

## Geschichte
1851 verkauften die Sioux einen Großteil ihres Territoriums an die Vereinigten Staaten mit der Unterzeichnung des Vertrags von Mendota. Im Gegenzug sicherten die Vereinigten Staaten finanzielle und materielle Hilfen zu. Einen kleinen Teil des Gebiets reservierten die Sioux für sich. Das Reservat entstand.  Das Bureau of Indian Affairs BIA errichtete daraufhin eine Agentur im Reservat. Doch die Versorgung des Reservats durch das BIA war nicht ausreichend und die BIA durch Korruptions-Vorfälle geschwächt. Und das Projekt, aus nicht sesshaften Jägern und Sammlern sesshafte Farmer zu machen, scheiterte. Besonders nachdem 1858 das Reservat verkleinert worden war, hungerten die Einwohner. 1862 kam es dann zum Sioux-Aufstand. Der Aufstand wurde von den Vereinigten Staaten niedergeschlagen. Etwa 1200 Indianer ergaben sich und ließen ihre Gefangenen frei. Die Gefangenen wurden nach Niobrara Nebraska, Davenport Iowa und Fort Thompson South Dakota gebracht und dort interniert. Darunter befanden sich auch Familien und Gruppen, die am Aufstand gar nicht teilgenommen hatten und den USA freundlich gesinnt waren. Diese freundlich gesinnten Gruppen durften später wieder auf das Gebiet der heutigen Reservation zurückkehren. Der US-Kongress beschloss die Indianer-Reservate in Minnesota aufzulösen und die Verträge von 1851 für ungültig zu erklären. Schon während der Verhandlungen über die Auflösung des Reservats durch den US-Kongress autorisierte dieser das Innenministerium, 80 Acres an jedes Mitglied dieser Gruppen zu verteilen. Später kamen einige weitere Familien aus South Dakota hinzu. Eine Volkszählung 1936 ergab, dass 20 Mdewakanton-Familien, 18 Familien, die ursprünglich aus Flandreau, South Dakota, kamen, und eine Familie aus Sisseton, South Dakota, auf dem Reservats-Gebiet lebten. Trotz der Bemühungen des US-Kongress wurde das Reservat offiziell nicht aufgelöst.
Das Reservat war Ziel der Termination-Politik der amerikanischen Regierung in den Jahren zwischen 1940 und 1960. Am 26. Januar 1955 reichte der Senator Edward das Gesetz (S704) im Kongress ein.
4 Stämme in Minnesota sollten aufgelöst werden. Doch gegen das Gesetz gab es nicht nur Proteste von Indianer-Gruppen. Auch Menschenrechts-Gruppen opponierten den Vorschlag. Das Gesetz kam nie zur Abstimmung.
Auf dem Gelände des Reservats befindet sich seit 1996 das Jackpot Junction Casino Hotel, das erste Casino im Bundesstaat Minnesota. Die Veranstaltung von Glücksspielen startete 1984 mit einem Bingo-Saloon. Die historische Lower Sioux Agency befindet sich auf dem Reservats-Gebiet. Heute ist es eine anerkannte historische Stätte der Vereinigten Staaten von Amerika und wird von der Minnesota Historical Society betrieben. Es gibt ein Informationszentrum und ein wieder errichtetes Lagerhaus aus dem Jahre 1861.

## Regierung
Das Reservat verfügt über eine eigene Regierung und wird offiziell The Community Council of the Lower Sioux Indian Reservation genannt. Die Regierung besteht aus 5 Mitgliedern, dem Chairman, Vice-Chairman, Secretary, Treasurer und Asst. Secretary/Treasurer. Nach SEC. 2A der Verfassung, die offiziell Constitution of the Lower Sioux Indian Community in Minnesota genannt wird, werden die ersten drei Positionen auf vier Jahre gewählt, die zwei weiteren Positionen auf zwei Jahre.